# Llei Àuria
La Llei Àuria (en portuguès, Lei Áurea) del 13 de maig de 1888 (llei 3353/1888) va ser la llei per la qual es va abolir l'esclavitud al Brasil.
Va ser instaurada per la princesa imperial Isabel I, filla de l'emperador Pere II del Brasil -el monarca no es trobava al país i ella actuava en qualitat de regent-, després que el Senat aprovés el nou decret.

## Història
La Llei Àuria va ser precedida per la Llei Eusébio de Queirós, del 4 de setembre de 1850, que prohibia l'arribada de vaixells negrers als ports brasilers; per la Llei del Ventre Lliure, del 28 de setembre de 1871, que va alliberar a tots els fills d'esclaus nascuts al Brasil; i per la Llei dels Sexagenaris, del 28 de setembre de 1885, que alliberava tots aquells esclaus amb 60 anys o més.
L'ambient polític de l'Imperi del Brasil ja s'inclinava en favor de l'abolició de l'esclavitud per part de les elits intel·lectuals i comercials (assentades en els grans centres urbans), tot i que encara afrontava l'oposició dels grans terratinents, que només es plantejaven erradicar l'esclavitud si comportava el cobrament de sucoses indemnitzacions per part del govern.
Les pressions internacionals també eren visibles, en tant el Brasil era l'únic país d'Amèrica que encara permetia legalment la possessió d'esclaus. El Regne Unit esperava que els sud-americans es convertissin en un important client per a la indústria britànica un cop hagués de prescindir de la mà d'obra esclava, i va fer valdre la seva influència diplomàtica (i el poder naval) per aconseguir-ho.
El text de la Llei Àuria era succint:
| « | Article 1: És declarada extinta, des de la data d'aquesta llei, l'esclavitud al Brasil. Article 2: Es revoquen totes les disposicions en contra. | » |

La brevetat de la norma exigia, doncs, una abolició immediata i incondicional de l'esclavitud, sense preveure cap indemnització, i sense establir mesures pràctiques per incorporar milers de persones com a membres de ple dret de la societat brasilera, aspecte que només va ser considerat anys després.
La signatura de la Llei Àuria, el papa Lleó XIII va atorgar la Rosa d'Or a la Princesa.